# Referéndum constitucional sobre la interrupción del embarazo en Irlanda de 2018
El Proyecto de Ley de la trigésimo sexta enmienda de la Constitución Irlandesa es una enmienda pendiente de la constitución de la República de Irlanda que permitiría al Oireachtas (Parlamento) legislar con respecto a la interrupción voluntaria del embarazo en los casos en los que actualmente está prohibido. La propuesta a menudo se describe como Derogación de la Octava Enmienda, que se refiere a la enmienda constitucional de 1983 que garantiza el derecho a la vida por nacer, por lo que el aborto es ilegal a menos que el embarazo ponga en peligro la vida. El proyecto de ley de 2018 reemplazaría el Artículo 40.3.3 ° de la Constitución, que se agregó en 1983 y se enmendó en 1992.
El gobierno de coalición de Leo Varadkar, del partido Fine Gael, aprobó la enmienda el 9 de marzo de 2018, y completó su paso por ambas cámaras el 27 de marzo. El 25 de mayo de ese mismo año la enmienda fue sometida a referéndum, triunfando el Sí con un contundente 66.40% de los votos contra el 33.60% que votó en contra, de una participación del 64.13%. La enmienda ha sido de este modo aprobada y está a la espera de ser promulgada por el presidente de la república.

## Antecedentes
La ley británica de delitos contra las personas de 1861, que tipificó como delito la "inducción ilegal de un aborto voluntario", siguió en vigencia después de la independencia de Irlanda en 1922. La Octava Enmienda de 1983 de la Constitución, que declara que "el derecho a la vida del no nacido es igual al derecho a la vida de la madre", fue instigado por la Campaña por la Enmienda Pro-Vida por temor a que la prohibición de 1861 pudiera verse debilitada por legisladores liberales o jueces activistas. El "Caso X" de 1992, (fiscal general v. X) dictaminó que el aborto está permitido cuando el embarazo amenaza la vida de una mujer, incluido el riesgo de suicidio. No se aprobó ningún marco reglamentario dentro del alcance limitado de la sentencia de caso X hasta la Ley de protección de la vida durante el embarazo de 2013, impulsada por el caso de 2010 de A, B y C contra Irlanda en el Tribunal Europeo de Derechos Humanos y la muerte de Savita Halappanavar en 2012 después de un aborto. La ley de 2013 derogó la ley de 1861 y convierte la "destrucción de la vida humana no nacida" en un crimen. En los tres años 2014-2016 se realizaron un total de 77 abortos legales en virtud de la ley de 2013. En Irlanda los abortos ilegales quirúrgicos son muy raros, principalmente debido a que la Ley de Aborto del Reino Unido de 1967 facilitó a una gran mayoría de mujeres irlandesas la posibilidad de viajar al Reino Unido para realizarse un aborto legal. Las enmiendas 13.ª y 14.ª de la constitución, aprobadas en 1992 después del caso X, garantizan el derecho a la información sobre abortos en el extranjero y a viajar al extranjero para un aborto. El número de mujeres en las clínicas de aborto del Reino Unido que dieron direcciones irlandesas alcanzó un máximo de 6.673 en 2001 y fue de 3.265 en 2016. La disminución se debe en parte al uso no regulado de píldoras abortivas entregadas ilegalmente en farmacias en línea.
Mientras que los partidos de izquierda y los grupos feministas se opusieron a la enmienda de 1983 y han abogado por su derogación, esto no fue apoyado por los dos principales partidos políticos del país, Fianna Fáil y Fine Gael. En el decenio de 2010, mientras que el liderazgo de ambas partes se oponía a la liberalización general, algunos aceptaron el argumento del aborto en casos de anomalías fetales fatales y embarazos resultantes de violación o incesto, que no están permitidos por la enmienda de 1983. Estos se convirtieron en el foco de la campaña después del acto de 2013. La Campaña por el Derecho al Aborto, una alianza pro-elección formada en 2012, celebra anualmente una "Marcha por Elección" en Dublín. Los grupos provida han respondido con una "Marcha por la Vida". En el período previo a las elecciones generales de 2016, un grupo de partidos comprometidos con un referéndum sobre la derogación de la Octava Enmienda (el Partido Laborista, el Partido Verde, Socialdemócratas, Sinn Féin, y el Partido de los Trabajadores) y un grupo de académicos de derecho feminista publicó una legislación modelo para mostrar cómo podría ser una ley de aborto posterior a la Octava Enmienda.
Un gobierno dirigido por Fine Gael presidido por Enda Kenny asumió el cargo después de las elecciones de 2016 con un programa que prometía una Asamblea de Ciudadanos seleccionada al azar para informar sobre posibles cambios a la Octava Enmienda, que sería considerada por un comité de Oireachtas, a cuyo informe el gobierno respondería oficialmente en los debates en ambas casas de Oireachtas. Tras reemplazar a Kenny el 14 de junio de 2017, Leo Varadkar se comprometió a realizar un referéndum sobre el aborto en 2018. La Asamblea de Ciudadanos, presidida por el juez del Tribunal Supremo Mary Laffoy, discutió el tema desde noviembre de 2016 hasta abril de 2017 con expertos invitados y partes interesadas, y votaron a favor de recomendar derogar el texto existente y reemplazarlo con un mandato explícito para que el Oireachtas legisle sobre el aborto. También hizo recomendaciones para la legislación consiguiente, que fueron más liberales de lo que los comentaristas de los medios esperaban. El informe de la asamblea fue considerado de septiembre a diciembre de 2017 por un comité especial de 21 miembros del Oireachtas, que también discutió el tema con expertos invitados; sus recomendaciones por mayoría fueron en general similares a las de la asamblea. Sin embargo, dijo que debido a las dificultades para legislar sobre violaciones e incesto, el aborto debería ser legal hasta las doce semanas de gestación sin restricción; por otro lado, no favoreció los motivos socioeconómicos para el aborto después de doce semanas. En enero de 2018, el ministro de Salud Simon Harris abrió el debate al mencionar en su informe los números de personas de cada condado que viajaron al Reino Unido a realizarse un aborto en 2016. Micheal Martin, líder de Fianna Fáil, declaró un cambio en su opinión y su apoyo a la derogación de la Octava Enmienda.
En julio de 2016, la decisión del Tribunal Superior de que un feto era un niño en el sentido del artículo 42 A de la Constitución, que garantiza los derechos del niño, puso en tela de juicio cualquier otra medida. El Tribunal Supremo acordó agilizar la apelación de la decisión por parte del gobierno y el 7 de marzo de 2018 anuló la sentencia del Tribunal Supremo, resolviendo que un feto no era un niño y no tenía otros derechos que el derecho a la vida mencionado en el Artículo 40.3.3.

## Cambios constitucionales propuestos
La Enmienda propone reemplazar el texto del Artículo 40.3.3.º, que dice: "El Estado reconoce el derecho a la vida de los no nacidos y, teniendo debidamente en cuenta el derecho igual a la vida de la madre, garantiza en sus leyes el respeto y, en la medida de lo posible, sus leyes para defender y reivindicar ese derecho. Esta subsección no limitará la libertad de viajar entre el Estado y otro estado. Esta subsección no limitará la libertad de obtener o poner a disposición, en el Estado, sujeto a las condiciones que establezca la ley, la información relativa a servicios legalmente disponibles en otro estado". Sería reemplazada con: "La ley puede estipular la regulación de la interrupción del embarazo".

## Propuesta legislativa posterior
El Departamento de Salud publicó un documento de política sobre "Regulación de la terminación del embarazo" el 9 de marzo de 2018. Esto proporciona un resumen de las políticas para la legislación que derogaría y reemplazaría la Ley de Protección de la Vida durante el Embarazo de 2013 si la Enmienda se aprueba por referéndum. Bajo este esquema, el aborto sería permisible en circunstancias en las que:
- Exista un riesgo para la salud de la mujer, en evaluación de dos médicos, sin distinción entre salud física y mental;
- Haya una emergencia médica, evaluada por un médico;
- Haya una condición fetal que probablemente lleve a su muerte antes o después del embarazo, en evaluación de dos médicos;
- Hasta las doce primeras semanas de embarazo sin indicación específica,  con un período de tiempo después de una evaluación inicial por un médico y el procedimiento de terminación.

El documento de política también propone que:
- Los médicos tienen derecho a la objeción de conciencia.
- La interrupción del embarazo en circunstancias distintas de las previstas en la propuesta sería un delito penal, pero una mujer que procura obtener una interrupción del embarazo por sí misma no sería culpable de un delito.

El 26 de marzo de 2018, el vice primer ministro Simon Coveney anunció que apoyaría la legislación, pero sugirió que esto debería afianzarse requiriendo una supermayoría de dos tercios en el Dáil para cualquier enmienda posterior. Esto estaba dirigido a los votantes dispuestos a aceptar la derogación, pero eran recelosos de la posterior liberalización. La propuesta de Coveney fue desestimada por inconstitucional. El 27 de marzo de 2018, el gabinete acordó el esquema general del propuesto "Reglamento de Terminación de la Ley de Embarazo 2018", que el ministro de salud Simon Harris resumió esa noche en el Seanad. El esquema fue publicado en línea el día siguiente.
Incluso si se llevara a cabo el referéndum, "el aborto seguirá siendo ilegal en casi todas las circunstancias hasta que el Oireachtas apruebe legislación que disponga lo contrario", que el Gobierno espera introducir en el Dáil en otoño y haber aprobado para finales de 2018, según el ministro de Salud, Simon Harris, hablando unos días antes del referéndum.

## Debate parlamentario
La trigésima sexta enmienda de la Constitución fue presentada por el ministro de Salud Simon Harris. El debate comenzó el 9 de marzo de 2018. El proyecto de ley pasó todas las etapas en el Dáil el 21 de marzo. La votación principal en el proyecto de ley fue en la segunda etapa, con 110 a favor y 32 en contra. De los 16 que no votaron en la segunda etapa, cinco votaron a favor en las siguientes. En la etapa del comité, hubo votaciones en la Sección 2 del proyecto de ley (98-18) y el título corto (96-20); también hubo una votación sobre la etapa final (97-25). Tanto Fianna Fáil como Fine Gael dieron a sus parlamentarios la potestad de votar libremente, aunque se informó que el líder de Fianna Fáil, Micheál Martin, se molestó por la cantidad de diputados de su partido que votaron en contra.
A continuación, voto parlamentario por partido.
| Partido | Partido                                  | A favor | En contra | Ausente |
| ------- | ---------------------------------------- | ------- | --------- | ------- |
|         | Fine Gael                                | 42/50   | 2/50      | 6/50    |
|         | Fianna Fáil                              | 22/44   | 21/44     | 1/44    |
|         | Sinn Féin                                | 21/23   | 1/23      | 1/23    |
|         | Partido Laborista                        | 7/7     | 0/7       | 0/7     |
|         | Independientes por el Cambio             | 7/7     | 0/7       | 0/7     |
|         | Solidaridad–El Pueblo Antes que el Lucro | 6/6     | 0/6       | 0/6     |
|         | Partido Verde                            | 3/3     | 0/3       | 0/3     |
|         | Socialdemócratas                         | 2/2     | 0/2       | 0/2     |
|         | Independientes                           | 4/8     | 2/8       | 2/8     |
| Total   | Total                                    | 115/157 | 32/157    | 10/157  |

En el Seanad, la segunda etapa se celebró el 27 de marzo, con un voto de 35-10 a favor. Las etapas restantes fueron al día siguiente, con el proyecto de ley aprobado 39-8 en la etapa de comité y 40-10 en la etapa final. Ocho de los trece senadores de Fianna Fáil votaron en contra, al igual que dos de los diecinueve de Fine Gael, y el independiente Rónán Mullen.

## Campaña
El 9 de marzo de 2018, el ministro de Vivienda, Planificación y Gobierno Local, Eoghan Murphy, estableció la Comisión de Referéndum para supervisar la campaña del referéndum, con la juez del Tribunal Supremo Isobel Kennedy como Presidente.
Tanto Fine Gael como Fianna Fáil dieron a sus partidarios libertad de voto. Sin embargo, aunque Fine Gael "no puede adoptar una postura oficial porque los miembros han obtenido un voto de libertad de conciencia sobre cuestiones relacionadas con el referéndum", el 21 de abril Leo Varadkar lanzó una campaña de "Yes Vote" (Vota Sí) para los miembros del partido que apoyaban el Sí.
El 8 de mayo de 2018, debido a la controversia sobre el origen, número, contenido y orientación de los anuncios en las redes sociales, Facebook anunció que bloquearía los anuncios de entidades extranjeras, la mayoría de los cuales están en los Estados Unidos, y los limitaría a los anuncios realizados por organizaciones irlandesas. El 9 de mayo, Google anunció que estaba bloqueando todos los anuncios en el referéndum de su plataforma de publicidad y YouTube, citando preocupaciones sobre la integridad de las elecciones.
El 9 de mayo, las páginas web de recaudación de fondos de Juntos por el Sí, Amnistía Irlanda y Terminación por Motivos Médicos fueron objeto de un ataque de denegación de servicio. El 20 de mayo, los padres de Savita Halappanavar llamaron a votar por el Sí, su padre dijo: "Espero que el pueblo de Irlanda vote sí por el aborto, por las damas de Irlanda y el pueblo de Irlanda. Mi hija, perdió la vida por esta ley contra el aborto. No pudo abortar y murió". Después del voto aplastante Sí, el padre de Halappanavar agradeció públicamente al pueblo de Irlanda.
El 23 de mayo, CNN informó que los grupos antiaborto con base en Estados Unidos, como "Let Them Live", han viajado a Irlanda con el fin de influir en los votantes para votar No a la enmienda, evitando los controles fronterizos al mentir sobre el verdadero motivo de su viaje. Infringieron la ley al no obtener una "Visa de Voluntario", que es un requisito en Irlanda.

## Grupos políticos implicados
| Posición                 | Grupos                                      | Grupos                       | Grupos                               |
| ------------------------ | ------------------------------------------- | ---------------------------- | ------------------------------------ |
| Sí                       | Partidos políticos                          | Partidos políticos           | Otras organizaciones                 |
| Sí                       |                                             | Sinn Féin                    | Juntos por el Sí                     |
| Sí                       |                                             | Partido Comunista de Irlanda | Instituto de Obstetras y Ginecólogos |
| Sí                       |                                             | Partido Verde                | Congreso Irlandés de Sindicatos      |
| Sí                       |                                             | Partido Laborista            | The Irish Times                      |
| Sí                       | Solidaridad–El Pueblo Antes que el Lucro    |                              |                                      |
| Sí                       | Socialdemócratas                            |                              |                                      |
| Sí                       | Partido de los Trabajadores                 |                              |                                      |
| No                       |                                             | Renua                        | Campaña Pro Vida                     |
| No                       |                                             | Save the 8th                 |                                      |
| No                       | Abortion Never                              |                              |                                      |
| No                       | Cherish All the Children                    |                              |                                      |
| No                       | Conferencia de Obispos Católicos Irlandeses |                              |                                      |
| No                       | Iglesia presbiteriana de Irlanda            |                              |                                      |
| No                       | Centro Cultural Islámico de Irlanda         |                              |                                      |
| No                       | Orden de Orange                             |                              |                                      |
| Neutral y otras posturas |                                             | Fine Gael                    | Iglesia de Irlanda                   |
| Neutral y otras posturas |                                             | Fianna Fáil                  | Síndrome de Down Irlanda             |
| Neutral y otras posturas |                                             | Asociación Atlética Gaélica  |                                      |
| Neutral y otras posturas | Centro Islámico Al-Mustafa                  |                              |                                      |

## Encuestas de opinión
Cuando se preguntó a los encuestados si apoyarían la enmienda, las encuestas de opinión mostraron los siguientes resultados:
| Fecha de realización     | Organización                           | Tamaño | Sí                 | No                                    | Indeciso | Diferencia |       |       |     |       |
| ------------------------ | -------------------------------------- | ------ | ------------------ | ------------------------------------- | -------- | ---------- | ----- | ----- | --- | ----- |
| Fecha de realización     | Organización                           | Tamaño | 25 de mayo de 2018 | Behaviour & Attitudes/RTÉ (exit poll) | 3,800    | Diferencia | 69.4% | 30.6% | N/A | 38.8% |
| 25 de mayo de 2018       | Ipsos MRBI/Irish Times (exit poll)     | >4,500 | 68%                | 32%                                   | N/A      | 36%        |       |       |     |       |
| 10–16 de mayo de 2018    | Red C/Sunday Business Post             | 1,015  | 56%                | 27%                                   | 17%      | 29%        |       |       |     |       |
| 14–15 de mayo de 2018    | Ipsos MRBI/Irish Times                 | 1,200  | 44%                | 32%                                   | 17%      | 12%        |       |       |     |       |
| 3–15 de mayo de 2018     | Behaviour & Attitudes/The Sunday Times | 935    | 52%                | 24%                                   | 19%      | 28%        |       |       |     |       |
| 18–30 de abril de 2018   | Millward Brown/Sunday Independent      | 1,003  | 45%                | 34%                                   | 18%      | 11%        |       |       |     |       |
| 19–25 de abril de 2018   | Red C/Sunday Business Post             | 1,000  | 53%                | 26%                                   | 19%      | 27%        |       |       |     |       |
| 5–17 de abril de 2018    | Behaviour & Attitudes/The Sunday Times | 928    | 47%                | 29%                                   | 21%      | 18%        |       |       |     |       |
| 16–17 de abril de 2018   | Ipsos MRBI/Irish Times                 | 1,200  | 47%                | 28%                                   | 20%      | 19%        |       |       |     |       |
| 15–22 de marzo de 2018   | Red C/Sunday Business Post             | 1,000  | 56%                | 26%                                   | 18%      | 30%        |       |       |     |       |
| 6–13 de marzo de 2018    | Behaviour & Attitudes/The Sunday Times | 900    | 49%                | 27%                                   | 20%      | 22%        |       |       |     |       |
| 1–13 de febrero de 2018  | Behaviour & Attitudes/The Sunday Times | 926    | 49%                | 30%                                   | 21%      | 19%        |       |       |     |       |
| 18–25 de enero de 2018   | Red C/Sunday Business Post             | 1,003  | 60%                | 20%                                   | 20%      | 40%        |       |       |     |       |
| 25 de enero de 2018      | Ipsos MRBI/Irish Times                 |        | 56%                | 29%                                   | 15%      | 27%        |       |       |     |       |
| 4–5 de diciembre de 2017 | Ipsos MRBI/Irish Times                 | 1,200  | 62%                | 26%                                   | 13%      | 36%        |       |       |     |       |

Durante el transcurso de la campaña del referéndum, algunas encuestas preguntaron si los encuestados respaldarían la legislación propuesta que permite la terminación por cualquier motivo durante las primeras doce semanas de embarazo. Se registraron los siguientes resultados:
| Fecha de realización       | Organización                           | Tamaño | Sí                    | No                         | Indeciso | Diferencia |     |     |     |     |
| -------------------------- | -------------------------------------- | ------ | --------------------- | -------------------------- | -------- | ---------- | --- | --- | --- | --- |
| Fecha de realización       | Organización                           | Tamaño | 10–16 de mayo de 2018 | Red C/Sunday Business Post | 1,015    | Diferencia | 52% | 34% | 13% | 18% |
| 3–15 de mayo de 2018       | Behaviour & Attitudes/The Sunday Times | 935    | 44%                   | 34%                        | 22%      | 10%        |     |     |     |     |
| 18–30 de abril de 2018     | Millward Brown/Sunday Independent      | 1,003  | 53%                   | 32%                        | 15%      | 21%        |     |     |     |     |
| 19–25 de abril de 2018     | Red C/Sunday Business Post             | 1,000  | 47%                   | 32%                        | 21%      | 15%        |     |     |     |     |
| 4–18 de abril de 2018      | Ireland Thinks/Irish Daily Mail        | 1,026  | 46%                   | 31%                        | 16%      | 15%        |     |     |     |     |
| 5–17 de abril de 2018      | Behaviour & Attitudes/The Sunday Times | 928    | 43%                   | 36%                        | 21%      | 7%         |     |     |     |     |
| 6–13 de marzo de 2018      | Behaviour & Attitudes/The Sunday Times | 900    | 43%                   | 35%                        | 22%      | 8%         |     |     |     |     |
| 1–13 de febrero de 2018    | Behaviour & Attitudes/The Sunday Times | 926    | 43%                   | 35%                        | 22%      | 8%         |     |     |     |     |
| 14–22 de diciembre de 2017 | Ireland Thinks/Irish Daily Mail        | 1,144  | 53%                   | 27%                        | 20%      | 26%        |     |     |     |     |

## Resultados
Las urnas se abrieron a las 7:00 de la mañana, y se cerraron a las 22:00 el 25 de mayo de 2018. Doce islas cercanas votaron el día anterior, para permitir posibles retrasos entregando urnas a los centros de conteo. El conteo comenzó a las 09:00 el 26 de mayo. Todos los ciudadanos irlandeses inscritos en el registro electoral eran elegibles para votar. Un total de 3.229.672 personas figuraban en el registro electoral anual (al 15 de febrero de 2018) y 118.389 electores adicionales se agregaron al registro suplementario antes de la fecha de cierre del 8 de mayo de 2018, una cifra inusualmente alta de registros tardíos. Las circunscripciones uninominales del Dáil se utilizaron para organizar la votación. Una encuesta a boca de urna realizada por The Irish Times predijo que el Sí ganaría con el 68% de los votos, mientras que una conducida por RTÉ predijo un resultado cercano al 69.4% a favor del Sí. Al día siguiente de la votación, la campaña Save the 8th reconoció oficialmente la derrota.
|  | 66.40 % |

|  | 33.60 % |

|  | 99.72 % |

|  | 0.28 % |

|  | 100.00 % |

|  | 64.13 % |

El Sí triunfó en casi todo el país, excepto en el distrito de Donegal, donde el No se impuso por solo 2.532 votos.
| Distrito             | Sí        | Sí     | No      | No     | Participación | Participación |
| -------------------- | --------- | ------ | ------- | ------ | ------------- | ------------- |
| Carlow-Kilkenny      | 44.211    | 63.50% | 25.418  | 36.50% | 112.704       | 61.99%        |
| Cavan-Monaghan       | 32.115    | 55.46% | 25.789  | 44.54% | 91.602        | 63.39%        |
| Clare                | 34.328    | 64.28% | 19.079  | 35.72% | 83.225        | 64.37%        |
| Cork East            | 34.941    | 64.12% | 19.550  | 35.88% | 85.643        | 63.80%        |
| Cork North-Central   | 33.639    | 64.02% | 18.908  | 35.98% | 84.412        | 62.45%        |
| Cork North-West      | 45.248    | 60.10% | 27.194  | 39.90% | 68.830        | 65.93%        |
| Cork South-Central   | 40.071    | 68.84% | 18.138  | 31.16% | 87.524        | 66.73%        |
| Cork South-West      | 26.147    | 64.51% | 14.387  | 35.49% | 60.356        | 67.35%        |
| Donegal              | 32.559    | 48.13% | 35.091  | 51.87% | 118.901       | 57.06%        |
| Dublin Bay North     | 57.754    | 74.69% | 19.573  | 25.31% | 108.209       | 71.60%        |
| Dublin Bay South     | 33.919    | 78.49% | 9.928   | 21.51% | 78.892        | 54.94%        |
| Dublin Central       | 18.863    | 76.51% | 5.790   | 23.49% | 48.002        | 51.52%        |
| Dublin Fingal        | 51.840    | 76.96% | 15.523  | 23.04% | 95.926        | 70.39%        |
| Dublin Mid-West      | 35.192    | 73.27% | 12.838  | 26.76% | 71.558        | 67.30%        |
| Dublin North-West    | 28.477    | 73.08% | 10.489  | 26.92% | 62.270        | 62.76%        |
| Dublin Rathdown      | 34.529    | 76.10% | 10.845  | 26.90% | 64.887        | 70.11%        |
| Dublin South-Central | 34.201    | 74.79% | 11.530  | 25.21% | 76.914        | 59.60%        |
| Dublin South-West    | 54.642    | 74.91% | 18.301  | 25.09% | 106.588       | 68.58%        |
| Dublin West          | 33.595    | 74.02% | 11.794  | 25.98% | 67.138        | 67.77%        |
| Dún Laoghaire        | 50.243    | 77.06% | 14.953  | 22.94% | 95.372        | 68.52%        |
| Galway East          | 26.525    | 60.19% | 17.546  | 39.81% | 69.631        | 63.47%        |
| Galway West          | 42.422    | 65.95% | 21.906  | 34.05% | 107.726       | 59.90%        |
| Kerry                | 40.285    | 58.27% | 28.851  | 41.73% | 111.108       | 62.41%        |
| Kildare North        | 40.058    | 73.56% | 14.399  | 26.44% | 85.587        | 63.76%        |
| Kildare South        | 27.307    | 70.66% | 11.339  | 29.34% | 63.190        | 61.34%        |
| Laois                | 24.232    | 61.35% | 15.264  | 38.65% | 63.860        | 62.01%        |
| Limerick City        | 32.169    | 66.87% | 15.941  | 33.13% | 77.836        | 62.01%        |
| Limerick County      | 24.448    | 58.08% | 17.644  | 41.92% | 67.592        | 62.45%        |
| Longford-Westmeath   | 30.876    | 58.27% | 22.113  | 41.73% | 89.665        | 59.30%        |
| Louth                | 46.429    | 66.55% | 23.333  | 33.45% | 106.184       | 65.89%        |
| Mayo                 | 32.287    | 57.07% | 24.287  | 42.93% | 91.377        | 62.09%        |
| Meath East           | 30.686    | 69.21% | 13.652  | 30.79% | 67.755        | 65.61%        |
| Meath West           | 26.343    | 63.95% | 14.850  | 36.05% | 65.651        | 62.94%        |
| Offaly               | 24.781    | 58.05% | 17.908  | 41.95% | 66.120        | 64.71%        |
| Roscommon-Galway     | 23.677    | 57.21% | 17.709  | 42.79% | 63.158        | 65.70%        |
| Sligo-Leitrim        | 34.685    | 59.38% | 23.730  | 40.62% | 95.954        | 61.08%        |
| Tipperary            | 42.731    | 59.15% | 29.516  | 40.85% | 113.546       | 63.84%        |
| Waterford            | 37.016    | 69.43% | 16.296  | 30.57% | 83.107        | 64.30%        |
| Wexford              | 49.934    | 68.40% | 23.069  | 31.60% | 110.494       | 66.27%        |
| Wicklow              | 54.629    | 74.26% | 18.931  | 25.74% | 99.062        | 74.48%        |
| Total                | 1.429.981 | 66.40% | 723.632 | 33.60% | 3.367.556     | 64.13%        |